# Dutch Open 1988
Die Dutch Open 1988 im Badminton fanden vom 6. bis zum 6. Oktober 1988 in Amsterdam, Niederlande, statt. Mit einem Preisgeld von 40.000 US-Dollar wurde das Turnier als 2-Sterne-Turnier in der Grand-Prix-Wertung eingestuft.

## Finalresultate
| Disziplin    | Sieger                               | Finalist                  | Ergebnis           |
| ------------ | ------------------------------------ | ------------------------- | ------------------ |
| Herreneinzel | Jens Peter Nierhoff                  | Icuk Sugiarto             | 15:11, 9:15, 15:4  |
| Dameneinzel  | Fiona Smith                          | Astrid van der Knaap      | 10:12, 12:11, 11:1 |
| Herrendoppel | Jens Peter Nierhoff Michael Kjeldsen | Rudy Gunawan Eddy Hartono | 15:12, 7:15, 15:4  |
| Damendoppel  | Gillian Clark Sara Sankey            | Dorte Kjær Nettie Nielsen | 9:15, 15:9, 15:6   |
| Mixed        | Jesper Knudsen Nettie Nielsen        | Henrik Svarrer Dorte Kjær | 15:7, 15:11        |